# Демику, Томас
Томас Демику (фр. Demicoude; ? — 12 (23) июня 1759) — русский генерал, участник Семилетней войны, пал в сражении при Пальциге.
Год и место рождения неизвестны; согласно немецким источникам, швейцарец, родом из окрестностей Лозанны (кантон Во); принят в русскую службу из голландской (в то время офицерский корпус всех европейских стран был интернационален). Его российский биограф говорит о «немецкой педантичности» Демику, что, однако, нельзя расценить, как указание национальности: понятие «немец» трактовалось прежде расширительно, чуть ли не как синоним чужестранца вообще. Демику был франкоязычным швейцарцем, о чём говорит и написание его фамилии в оригинале.
На русской службе с 1750 года: 5 (16) сентября был принят подполковником в Невский пехотный полк, неполный месяц спустя переведён, с повышением, в Великолуцкий пехотный полк в полковники, в декабре 1755 года произведён в бригадиры. Вскоре перешёл в кавалерию, участвовал в Семилетней войне уже в звании кавалерийского генерала. В целом участие в войне началось для Демику неудачно: отправленный Румянцевым во главе небольшого деташемента (6 эскадронов конногренадер, 2000 гусар и 4 конных орудия) в рекогносцировку, дважды не справился с заданием, за что был отрешён от командования отрядом. По словам биографа, в неудаче виновата была «немецкая педантичность» генерала, исполнившего буквально приказ Фермора «не терять ни одного человека», в итоге, Демику «с деташементом своим в целости возвратился», но задания не выполнил. В дальнейшем, отличавшийся личной храбростью, генерал смог загладить свою неудачу. С 28 апреля (9 мая) 1758 года — генерал-майор.
При Цорндорфе командовал бригадой, состоявшей из кирасирских полков Его Императорского Высочества (Петра Фёдоровича), 3-го Казанского и Новотроицкого. Отличился, лично возглавив две молодецкие атаки кирасир, имевших успех и распространивших панику в рядах прусского правого фланга. После сражения, «в котором обе армии разбились одна о другую и совершенно расстроились», Демику отличился, собирая и приводя в боевую готовность разрозненные русские части. Вскоре после сражения (с 1 (12) января 1759 года) произведён в генерал-поручики.
Не менее мужественно вёл себя в сражении при Пальциге, где командовал резервом Салтыкова. При отражении атаки прусских кирасир под началом Шорлемера на правый фланг русской армии пал в рукопашном бою.